# Le Chien jaune (téléfilm, 1968)
Pour les articles homonymes, voir Le Chien jaune et Chien jaune (homonymie).
Pour plus de détails, voir Fiche technique et Distribution.
Le Chien jaune est un téléfilm français réalisé par Claude Barma, troisième épisode de la série Les Enquêtes du commissaire Maigret, d'après le roman homonyme de Georges Simenon. Il a été adapté par Jacques Rémy et Claude Barma. La première diffusion date du 24 février 1968 ; l'épisode, d'une durée de 80 minutes, est en noir et blanc.

## Synopsis
À Boulogne-sur-Mer, les rues de la ville sont désertes en cette nuit de novembre. En revenant d'une partie de bridge entre amis au café l'Amiral, un négociant en vin nommé Mostaguen est abattu froidement au seuil de sa porte. Après ce crime sordide, une série de faits étranges se succèdent. Fuites, tentatives d'empoisonnement, dénonciations... les trois amis de Mostaguen réagissent étrangement à la mort de leur congénère. Un chien 'jaune' fait subitement son apparition et monopolise le café très fréquenté par quelques habitués. Maigret mène son enquête et fait rapidement des découvertes accablantes.

## Fiche technique
- Titre : Le Chien jaune
- Réalisation : Claude Barma
- Adaptation : Claude Barma et Jacques Rémy
- Dialogues : Jacques Rémy
- Musique : Raymond Bernard
- Directeur de la photographie : Roger Arrignon
- Décors : Maurice Valay
- Assistant décorateur : Michel Breton
- Ensemblier : Christiane Reynier
- Assistant ensemblier : Roger Coirault
- Costumes : Huguette Chasseloup
- Ingénieur de la vision : Pierre Pourcheron
- Cadreurs vidéo : Jean-Pierre Bouyon, Jean-Claude Doche, André Liénard, Michel Thibaud
- Ingénieur du son : Jean Kac
- Cadreur film : Serge Marcheux
- Ingénieur du son film : Henri Coraux
- Montage : Andrée Lemaire et Michel Nezick
- Bruitage : Daniel Couteau
- Mixage : Daniel Léonard
- Chef de production : Roger Verger
- Assistants réalisateur : Jérôme Habans et Stéphane Bertin

## Distribution[3]
- Jean Richard : commissaire Maigret
- Claude Vernier : docteur Michoux
- Georges Aubert : Jean Servières
- Jacques-François Zeller : Le Pommaret
- Rosita Fernandez : Emma
- Henri Czarniak : Léon
- Pierre Leproux : le Maire
- François Cadet : inspecteur Lucas
- Yves Arcanel : le gendarme Naquet
- Jean-Pierre Carmona : le gendarme au café
- Pierre Cottinet : le gendarme au port
- Étienne de Swarte : le brigadier dans le couloir de la P.J.
- Robert Lombard : le patron de l’Amiral
- Georges Dupuis : Mostaguen
- Robert Lefebvre : le pharmacien
- Pierre Célie : le passant blessé
- Yves Bureau : le douanier
- Jean Hébey : docteur Fauvet
- Germaine Delbat : Madame Michoux
- Nane Germon : la logeuse
- Michel Duplaix : le médecin chez Le Pommaret
- Géno Gil : le journaliste à l’Amiral
- Philippe Salvet : le photographe à l’Amiral
- Serge Allé : le truand blessé
- Bill Callaway : un truand
- Jean Desailly : le narrateur
- Roland Malet : un consommateur à l’Amiral (non crédité)